# Pink (Boris)
Pink è l'undicesimo album in studio del gruppo musicale giapponese Boris, pubblicato nel 2005.

## Tracce
1. Farewell – 4:22
2. Pink – 2:39
3. Woman On The Screen – 2:17
4. Nothing Special – 5:11
5. Blackout – 1:41
6. Electric – 3:09
7. Pseudo-Bread – 4:37
8. Afterburner – 10:12
9. Six, Three Times
10. My Machine
11. Just Abondoned Myself

## Formazione
- Takeshi - voce, basso, chitarra
- Atsuo - batteria, percussioni
- Wata - chitarra
- The Lord - A&R
- Souichirou Nakamura - missaggio e masterizzazione